# Велика Березянка
Велика Березянка — село Таращанської міської громади Білоцерківського району Київської області. Населення становило 1015 осіб у 2022 році.

## Походження назви
За переказами, назва села походить від березових гаїв, що в давнину росли на схилах річки, яку називали Березівкою (нині Березянка). З розвитком землеробства дерева викорчували і раніше зайняті гаями площі розорали.

## Географія
Село розташоване біля Середнього Подніпров'я — однієї з найдавніше і найгустіше заселеної місцевості інтенсивного формування давньоруської, а потім української народності.
Територія села 5,516 км² розташована в географічних координатах 49°25′37″ північної широти та 30°32′44″ східної довготи, на висоті 193 метри над рівнем моря. На землях Великої Березянки знаходиться найвища вершина Київщини заввишки 273 метри, на Придніпровській височині — вододілі між басейнами рік Дніпро і Південний Буг.
Село умовно поділене на кутки: Центр, Дубина (від колишнього дубового гаю), Шпиль (від підвищеної місцевості), Яр (від низини), Ляхівка (від давніх мешканців-католиків), Комашки, Чави, Майстренки, Миколенки (від прізвищ мешканців).
Село оточують мальовничі місцини із струмками та загадковими назвами: Москалинець, Васильки, Очеретяне, Кихтиха, Карпів Яр, Вершина, Ясинець, Кут.

## Історія
Поселення, що стало Великою Березянкою, належало до Ківшоватського лляного маєтку і за адміністративним поділом XVI століття відносилося до Білоцерківського староства Київського воєводства Річі Посполитої. Найдавнішим (з відомих) історичним згадуванням про село можна вважати рішення Польського сейму 1663 року, згідно з яким Ківшоватський маєток з околицями, включаючи Велику Березянку, виділили з Білоцерківського староства у власність Матвія Млодецького.
У візиті Тетіївського церковного деканату за 1741 рік вказано, що у Великій Березянці було 40 дворів, які відносилися до приходу ківшоватської церкви Преображення.
З 1708 по 1781 рік та з 1796 року село адміністративно належало до Таращанського повіту Київської губернії Російської імперії.
При скасуванні у 1861 році кріпацтва в селі проживало більше 2 тисяч мешканців, у тому числі 12 католиків та 15 євреїв. 1880 року у приході сільської церкви налічувалося 2500 православних прихожан, в 1917 році 3048 прихожан, з яких 1520 чоловіків та 1528 жінок.
Династичними поміщиками маєтку у містечку Ківшовата, до якого належала Велика Березянка, були: з 1663 року Млодецький Матвій, з 1701 року Млодецький Костянтин, з 1724 року Млодецький Антоній, з 1738 року Млодецький Францишек, з 1774 року Млодецький Йосип, з 1790 року Млодецький Іван, який 1811 року відкрив у Великій Березянці винокурню. З 1852 року панував Млодецький Йосип, з яким купець Френкель С. П. у 1860 році уклав контракт на оренду сільського шинку. Останнім династичним поміщиком Великої Березянки був граф Млодецький Владислав Йосипович (1870—1925). Його економом у селі був Соколовський Аполлінарій Іванович. Панське господарство з 15.03.1899 орендував Яцкешевич по 9 крб. 35 коп. за десятину.
У 1864 році у Великій Березянці було 609 дворів з 2899 жителями, з яких 1400 чоловіки, 1499 жінки, діяла економія (фільварок) з цегельною фабрикою, кінним заводом та винокурнею, працювало 24 вітряні та 1 водяний млини, 7 кузень, оброблялося 3882 десятини землі, з яких 1372 десятини належали поміщику, церкві — 61 десятина, 2449 десятин панської землі передано в обробіток селянам. Господарство вів орендар (посесор) Лукашевич Марцель Казимирович. 1916 року в селі запрацювали 2 млини з газогенераторним приводом (на дровах).
Після самозречення в лютому 1917 року царя Миколи ІІ та жовтневого більшовицького перевороту в Петрограді, керівним органом у селі став революційний комітет. У той час влада в Таращанському повіті збройним шляхом переходила від гайдамаків із німецькими союзниками до червоних, потім до денікінців і поляків. 28.05.1920 таращанський край зайняло військо бригади Котовського. У районі, у тому числі Великій Березянці, завойовану владу захищала 17 кавалерійська дивізія, вона винищувала ворожі загони і елементи та допомагала встановлювати радянську окупаційну владу.
У 20-х роках минулого століття в селі з'явилися хати-читальні, бібліотека, фельдшерський пункт.
У 1926 році березяни організовувалися у два товариства спільного обробітку землі: «Веселка» (голова Клим Шпильовий) на кутку «Шпиль» та «Зірка» (голова Матвій Онопрієнко) на кутку «Центр», які у 1927 році роз'єдналися у 8 товариств: «Червоний хлібороб» на кутку «Миколенки» (голова — Федун Хома), «Червона зірка» на кутку «Центр» (голова — Шпильовий А.), «Червоний яр» на кутку «Яр» (голова — Лук'янченко А. П.), «Червона громада» на кутку «Шпиль» (голова — Шпильовий Клим), «Нове життя» на кутку «Центр» (голова — Гуран І. Я.) та на кутку «Дубина»: «Дубовий клин» (голова Степанець Д.), «Праця єдності» (голова Недодара С.), «Веселий розділ» (голова Граждан М.). 1931 року ТСОЗи об'єдналися в одну артіль «Комунар» під головуванням Олійника І.П.
У 1928 році головою сільської ради був обраний колишній котовець Кучерук Григорій Лук'янович (1893—1973), який головував до 1933 року, у 1940—1941 роках (до початку війни), після демобілізації з 1944 року до виходу на пенсію у 1964 році. У 1933—1940 роках сільську раду очолювали: Щербак Трохим Никифорович та учасник боїв на Далекому Сході, орденоносець Федун Василь Васильович. З 1964 року сільську раду очолювали фронтовики-орденоносці: Тимошенко Андрій Устимович, а з 1967 року Нечай Дмитро Омелянович. Потім головували: Таран Борис Іванович, Капуста Анатолій Миколайович, Кучеренко Вячеслав Олексійович. Сільський староста Троян Сергій Миколайович.

### Голодомор 1932—1933 років
Нечуваним лихом для села був Голодомор 1932-33 років, який відібрав життя у щонайменше 242 березян, у тому числі 122 дітей (точні дані відсутні, оскільки частково знищені владою). Трагічні події знайшли відбиття у спогадах очевидця Голодомору у селі — Кулика Павла Яковича, включених до наукового видання «Пам'ять народу: геноцид в Україні Голодомором 1932—1933 років. Свідчення. Книга перша». За свідченнями Кулика П.Я. у документі сільської ради значилося близько 750 великоберезян — жертв Голодомору.
Він розповів: «У 1932 році у нашому селі люди ще масово не вмирали. А померлих ще хоронили в окремих могилах. У цьому році з'їли останнє, що не відібрали: собак, котів. Хто мав хрестика чи сережки із золота чи срібла, той ніс свої цінності в магазин та міняв на хліб чи крупи. Інші на базарі міняли свій одяг на хліб. До грудня того року картоплю у людей ще не відбирали, і вони могли нею харчуватися. Голод спочатку уразив розорені більшовиками „куркульські“ сім'ї, у яких колгоспні активісти забрали все до останнього та вигнали із своїх осель. Їх діти голодними шукали щось поїсти та стали першими жертвами голодної смерті у 1932 році та людоїдства.
У січні 1933 року „червона мітла“ забрала у людей всі продовольчі пожитки: зерно та інше збіжжя, картоплю тощо. Багатьох „куркулів“ посадили у тюрми або примусово вислали на північ, до Сибіру, Казахстану та інших територій з суворим кліматом для знищення. Почався спланований тотальний Голодомор. Люди почали сім'ями мерти голодною смертю, що змусило сільську владу організувати збирання по селу трупів. Для цього з кожного з трьох колгоспів на території села виділили по підводі (запряжений кіньми віз) та по два колгоспники. Вони за вказівками колгоспної адміністрації та сільської ради їздили по селу та на його території, у подвір'ях, на полях збирали тіла померлих і відвозили до загальної могили на сільському цвинтарі. Коли яма наповнювалася трупами, то копали нову і так знову декілька разів.
Багато вмирали у бур'янах, які буйними виросли з весни. Там по трупному запаху знаходили також прийшлих у село людей, щоб роздобути якої-небудь їжі».
Свідчення Кулика П. Я. про Голодомор у Великій Березянці передані до сільської бібліотеки та Національного музею «Меморіал жертв Голодомору» у м. Києві.

### Під час німецької окупації
У середині липня 1941 року над Великою Березянкою пролетів літак з німецьким розпізнавальними хрестами на крилах, з якого на поле, під сусіднім селом Веселий Кут, вистрибнув парашутист. На розшуки німецького диверсанта кинулася міліція з місцевим населенням але знайти його не вдалося.
Після відступу Червоної Армії, у липні 1941 року із Таращанського та ближніх районів окупанти організували округ — «гебіт» під керівництвом гебітскомісара з німецьким окупаційним апаратом. За вказівкою гітлерівського рейхскомісара України Коха для стягнення податків на окупованій території застосовувалися акти СРСР. Засобами платежів служили німецькі марки та окупаційні карбованці з низькою довірою.
18.07.1941, о 10 годині, у село, на легковику приїхали два німецькі офіцери. Більшість березян знаходилася по домівках. Німці побачили на колгоспному дворі, на кутку «шпиль» людей і покликали їх. Коли люди посходилися до них, то знайшли в селі перекладача німецької мови і через нього зробили зауваження за непривітну зустріч. Звеліли виявляти комуністів, євреїв та видавати їх жандармерії. Потім сказали, що наступного дня, у цей же час вони знову приїдуть за подарунками і наказали зустріти їх з букетами квітів. Березяни розійшлися, а дехто залишився, щоб обговорити наступну зустріч з окупантами. Імена березян, які привітно віднеслися до окупантів, з певних міркувань не називаються, на відміну від тих, хто працював на російську окупаційну владу у довоєнні роки.
19.07.1941, о 10 годині, ті ж окупанти знову приїхали в село, їх дехто зустрів із букетами квітів, а потім запросив до себе, де пригощав домашніми стравами і випивкою.
Окупанти призначили старосту, сформували сільську управу і поліцію, а також громадські господарства на базі трьох довоєнних колгоспів села, що функціонували у центрі села, на кутках «дубина» та «шпиль».
У збудованому у 1912 році будинку для вчителів розмістився невеликий німецький комендантський підрозділ. Якось до командира цього підрозділу звернулася сільська жінка, бо один із його підлеглих поламав у неї вулика. Той вишикував вояків для впізнання жінкою та «начистив пику» виявленому зловмиснику. За переказами Гриша Олександр Мефодійович (1932—2007) розповідав, як підлітком ходив до тих вояків. Дехто з них, дивлячись на хлопця, певно тужив за своїми дітьми у «фатерлянді» та інколи пригощав Сашка й інших сільських хлопчаків шоколадкою чи ще чимось зі свого солдатського пайка. Цікавість Сашка до німців переросла у пустощі. Він поцупив у них багнета, за що був покараний шомполом по спині.
До концтабору військовополонених у сусідньому селі Кошевата забрали 27 березян-дезертирів, які повернулися в село після розгрому їх бойових з'єднань. За зверненнями до комендатури концтабору рідні полонених їх, як правило, відпускали додому.
Серед тих, хто після відступу Червоної Армії повернувся у село, був колишній голова одного із сільських колгоспів Онопрієнко Сергій Іванович (1913—1993). Він переховувася та потайки навідувався до сім'ї але був схоплений сільським поліцаєм та доставлений до гебітскомісаріату у Таращу для розстрілу. Все ж, за сприяння підпільника Лободи Василя Ананійовича (1918—1943), родом з Великої Березянки, який служив на посаді начальника камерної поліції, Онопрієнку С. І. вдалося уникнути розстрілу та знову повернутися до окупованого села.
У Великій Березянці був заарештований Вірко Трохим Михайлович, член партії більшовиків, який повернувся до рідні в село із Західної України, куди до війни був направлений на роботу. Його доставили в Таращу та розстріляли.
15.08.1941 до села приїхала жандармерія для проведення каральних заходів. Для цього сільська управа підготувала список партійно-радянських активістів, до якого, зокрема, включили: Гриша Макара Володимировича 1908 р.н. (до окупації був бригадиром дорожньої бригади, виконував обов'язки голови сільради); Шпильового Антона Григоровича 1909 р.н. (колишній голова одного з колгоспів села); Загороднього Василя Федоровича 1910 р.н. і Шпильового Клима Купріяновича 1889 р.н. (колишні бригадири колгоспів) та інших.
Шпильового К. К. та Шпильового А. Г. спочатку арештували та, після побиття, відпустили. Але у 1943 році Шпильового А. Г. знову арештували та разом з іншими нескореними відправлено до концлагеру потягом, при втечі з якого в районі Фастова він був застрелений.
Загородній В. Ф. зі своєю сім'єю уникнув розправи завдяки тому, що був завчасно попереджений про арешт.
Гриша М. В. арештували на косовиці, у полі за цвинтарем. Його привезли до сільської управи, зв'язали та побили, звинувативши в організації виконання сталінської директиви Раднаркому СРСР та ЦК ВКП(б) партійним і радянським організаціям прифронтових областей від 29.06.1941, згідно з пунктом 4 якої при вимушеному відступі частин Червоної Армії колгоспники повинні були переганяти скотину, хліб здавати під схоронність державним органам для вивезення його в тилові райони. Усе цінне майно, у тому числі хліб і пальне, що не могло бути вивезено, повинно, безумовно, знищуватися. Карателі були невблаганними до прохання Гриша М. В. залишити йому життя.
Цього ж дня карателі заарештували за доносом двох дівчат, у віці близько 16 років, які були не місцевими, без документів. Про себе розповіли березянам, що поверталися до свого села, після перегону колгоспної худоби за відступаючою Червоною Армією.
Арештованих Гриша М. В. та дівчат карателі вивезли за село у напрямку до сусіднього села Кошевата. Там, у ярку, між дорогою та урочищем «москалинець» їх розстріляв німецький каратель з пістолета. Убитих поховано сільською поліцією на місці розстрілу нацистами. Мати і сестра убитого Гриша М. В. домоглися у таращанському гебітскомісаріаті дозволу на перепоховання його тіла на сільському цвинтарі. Для цього вони розкопали могилу та виявили в потилицях убитих по одному стріляному невеликому отвору від пістолетних куль. Сільська управа відмовилася надати підводу для перевезення тіла Гриша М. В. Тому його перенесли на цвинтар на руках. Тіла убитих дівчат залишили у могилі на місці розстрілу.
Безвісти зникли в окупаційних катівнях схоплений під сусіднім селом Круті Горби невідомий партизан, арештовані у Великій Березянці два невстановлені бійці Червоної Армії, які після її відступу поверталися через село додому, а також невідомий чоловік єврейської національності.
Господарства села виробляли сільськогосподарську продукцію, яка вилучалася окупаційною владою для поставки до Німеччини. За період окупації з Великої Березянки вивезли понад 200 тис. літрів молока, 12 центнерів масла, 500 голів великої рогатої худоби, понад 300 свиней, інші сільськогосподарські продукти. З двору щорічно забирали по 240 яєць і 700 літрів молока з корови.
Крім, цього тилова служба вермахту заготовляла у селі провізію для свого війська. Зимою 1942 року на кутку «комашки», у садибі Кулик Афанасії Іванівни, інтендант придбав свиню за 24 пуди збіжжя, яке звелів голові громадського господарства видати весною цього ж року. Але зерно не видали під приводом того, що її чоловік та син Іван у радянському війську. Кулик А. І. звернулася зі скаргою до гебітскомісаріату в Таращу. Там її скаргу задовольнили та сказали, що син у радянському війську не є бандитом.
На примусові роботи до Німеччини із села забрали 229 працездатних осіб, з яких 27 загинули на чужині, у тому числі на каторжних роботах у концтаборах: Кочуба Михайло Якович 1922 р. н., Лифенко Олександр Тимофійович 1922 р.н., Майстренко Іван Петрович 1924 р.н., Струцінський Петро Остапович 1926 р.н., Федун Василь Фомич 1916 р.н. Під час бомбардування загинула в Німеччині Камінська Валентина Яківна 1916 р. н. За ухилення від виїзду на роботу до Німеччини у 1942 році розстріляли Сулицького Василя Євдокимовича 1923 р.н. При спробі втечі з ешелону по дорозі до Німеччини у 1943 році вбили Осадчого Корнія Сидоровича 1924 р.н.
Під час окупації села на даху свинарника переховувалася від гітлерівців єврейська сім'я, на яку випадково натрапила Онопрієнко Антоніна Іванівна (1928 - 2016) і розповіла про це своїм батькам — Івану Аврамовичу (1890—1967) та Февронії Тарасівні (1894—1963). За видачу окупантам єврейської сім'ї можна було отримати матеріальну винагороду. Проте березяни не скривили душею, і та сім'я не попала до рук окупантів (подальша доля врятованих невідома).
Окупанти змусили знищити радянську літературу, затвердили нові гасла, відновили на деякий час навчання в школах, роботу медичних закладів та регулярне видання в Таращі газети «Відродження», яка публікувала панегірики їх прислужників.
У період окупації на таращанщині діяли партизани та підпільники. До них належала підпільна група Рябчука Феодосія Дементійовича, яка передавала березянам інформацію про події на фронті.
Перед війною, з Ставропольського краю, у село повернувся Лобода Василь Ананійович (1914—1943) з дружиною Раїсою Василівною та синами: Анатолієм 1937 р.н. і Юрієм 1939 р.н. Подружжя працювало у місцевому колгоспі. З початком війни, у 1941 році Василя Лободу, разом з іншими односельчанами мобілізували на фронт, де він попав у полон. Потім пішов служити начальником камерної поліції Таращанського гебітскомісаріату. Підтримував зв'язок з підпільниками з Лісович та партизанами з Таращанського лісу. Займаючись підпільною роботою, сприяв визволенню з тюрми арештованих окупаційною владою, серед яких, зокрема, Онопрієнко Сергій Іванович (1913—1993) з Великої Березянки та Рубан Федір Маркіянович (1900—1976) з Веселого Кута, що чекали на розстріл. За сприяння Лободи В. А., таращанські партизани та підпільники здійснили напад на місцеву окупаційну жандармерію. Потому гестапівці провели каральну акцію, під час якої, за доносом провокатора, викрили підпільника Лободу В. А. Його схопили, катували на допитах, а потім, за нескореність живцем заморозили у котловані з водою. Це сталося взимку 1943 року, перед звільненням нашого краю від фашистських окупантів.
У період окупації села, перекладачкою працювала місцева жителька Березовська Вікторія Іванівна 1921 р.н. Березяни називали її по імені старшої сестри Юлею. До війни Вікторія навчалася у Києві, в університеті оволоділа німецькою мовою, потім повернулася до села, де зареєструвалася 1924 року народження. За переказами Березовська В. І. всіляко захищала односельчан від свавілля окупаційної влади. При відвоюванні села, її затримала розвідка Червоної Армії, але, коли вона пред'явила документ, що виконувала спеціальне завдання радянських органів, то була відпущена і до відповідальності за співробітництво з окупаційною владою не притягувалася.
Окупаційна влада стратила у Таращі Майстренка Петра Филоновича, який служив у поліції села. За переказами, перед визволенням Великої Березянки, у селі з'явився невідомий літній чоловік, який знешкоджував небезпечних німецьких прислужників та виконував розвідувальні функції. До двору Неділько Тетяни Карпівни він підкинув записку, у якій повідомлялося, що Майстренко П. Ф. був підпільником.
Наприкінці 1943 року до села доходили чутки про визволення Києва та наближення до нашого краю Червоної Армії. 04.01.1944, о 08 годині, на окраїні Великої Березянки з боку Дубівки з'явилася розвідка Червоної Армії у складі невстановлених лейтенанта і трьох солдат. Їх зустріли березяни Степанець Карпо, Макітренко Іван та Рябчук Тимофій, які працювали конюхами. Вони розповіли про обстановку у залишеному німцями селі, яка не створювала перешкод для наступу Червоної Армії.
07.01.1944 селом наступали підрозділи 520, 615 стрілецьких полків 167 стрілецької дивізії, 180 стрілецької дивізії та 1129, 1131 стрілецьких полків 337 стрілецької дивізії 27 армії. Але їх подальше просування було зупинено контратаками німців на лінії перед сусідніми селами Круті Горби та Косяківка. Бої за села Бовкун, Степок, Кислівка і Буда точилися з 7 до 31 січня. Контратакуючи, гітлерівці 14 січня знову захопили Луку, Ківшовату, Круті Горби, Косяківку, Антонівку, які було звільнено до 31 січня. Вночі 6 лютого ворожі танки прорвалися з оточення у Корсунь-Шевченківському котлі до Антонівки та Косяківки, але на підступах до Великої Березянки були зупинені та знищені радянськими підрозділами під командуванням майорів Лосєва і Богданова.
У такій бойовій обстановці Велика Березянка стала прифронтовим населеним пунктом під постійним артилерійським, мінометним обстрілом та ударами ворожої авіації. Багато березян, рятуючись від ворожого обстрілу, тимчасово знаходилася у сусідніх селах, віддалік від німецьких ударів.
Штаб розмістився у селі, у хаті фронтовика Кулика Якова Панфіловича на кутку «комашки». Неподалік знаходився склад боєприпасів.
Над селом періодично вів розвідку ворожий літак «рама». Німецька авіація за малим не влучила у цей склад, що могло спричинити великі людські жертви, втрати худоби та руйнування будівель. Під час авіаційних нападів було збито німецького літака, що упав біля кутка «Чави», а його пілоти-парашутисти приземлилися поблизу сусіднього села Станишівка, де їх полонили.
По ворогові з Великої Березянки вели артилерійський обстріл з гармат, розташованих у різних місцях. Також з бойових позицій за цвинтарем, у березі, біля кутка «шпиль» та на кутку «ляхівка», біля берега, де нині ставок, обстрілювали системами залпового вогню («катюшами»), які вдень базувалися замаскованими за селом, у яру, поблизу дороги на Станишівку.
На полі, за «очеретяним» яром, на скриті вів спостереження німецький корегувальник, який скеровував мінометний обстріл наших бойових позицій. Від цього загинули червоноармійці на кутку «шпиль»: в «андронівській» хаті та в окопі за «степанівським» городом. Щоб знищити вороже кубло, згаданий вище невідомий літній чоловік перевдягнувся у жіночу одежу, для прикриття взяв з собою жінок з ближнього кутка, з ними підійшов до скрити (ніби за соломою) та, підійшовши поближче, кинув у німця гранту з незнятою чекою. Той з переляку почав утікати але його догнали та знищили.
Однієї ночі в окоп червоноармійців увірвалися гітлерівці та вирізали велику кількість сталінських солдат. Віднедавна встановлено імена усіх воїнів Червоної Армії, які загинули у боях під Великою Березянкою. Основна їх частина з Київщини. Вони були призвані на фронт після відвоювання їх населених пунктів наприкінці 1943 року та ненавченими кинуті на бойові позиції. Останки загиблих воїнів похоронені у братській могилі в центрі села.
Від бомбардування, артилерійського і мінометного обстрілу села та його осель загинули: Гриша Степан Якович, Гриша Михайло Мефодійович, Гуран Анатолій Іванович, Коберник Іван Тихонович, Кочуба Фома Федотович, Лахман Анатолій Зіновійович, Лисенко Іван Йосипович, Лифенко Дмитро Пилипович, Переверза Лідія Сафронівна, Порхун Єфросинія Соловеївна, Юхименко Ганна Омелянівна. Розбираючи руїни сільської лікарні (біля нинішнього ситроцеху), загинули Таран Павло Остапович, Майстренко Сава Карпович, Плисюк Захар Левкович.
У той час фронтовий хірург Болдін Костянтин Михайлович (1908—1965) записав у своєму зошиті: «15 лютого, село Велика Березянка… За окопом невелика вибоїна, на краю якої залізна труба з розвернутим переднім кінцем…Снаряд катюші… Метрів за двісті наші наспіх вириті окопчики. Це ямки глибиною до п'ятдесяти сантиметрів з невисоким насипом попереду. В одному окопчику валяється розмокла буханка хліба, домотканий домашній мішок, підшоломник, у другому — надкушений сухар і гвинтівка з вірьовочкою, замість ременя. Дуло забите землею, у казеннику черговий патрон, курок зведений, а поряд лежить боєць у брудній шинелі з брудними руками і зарослим щетиною обличчям… У першій же хаті сідаємо і закурюємо… Входить старий, хазяїн хати … мигнув бабам. З'явилися яйця, хліб. Смажиться яєчня, і ми ситно снідаємо». Згадані Болдіним К. М. розмокла буханка хліба та домотканий мішок на бойовій позиції мали відношення до березян, які під час боїв під селом, залучалися до випічки хліба, що у тих мішках з харчами та боєприпасами, в окопи бійцям доставлялися пішки сільськими хлопцями: Бігуненком Петром, Бондаренком Андрієм, Кириленком Петром, Коберником Миколою, Макітренком Степаном, Недільком Миколою, Онопрієнком Миколою, Радченком Іваном, Шкарівським Петром та іншими.
Бойові дії у Великій Березянці закінчилися 25.01.1944, з наступом військ 1-го Українського фронту на з'єднання з 2-м Українським фронтом для оточення німецько-нацистських підрозділів в Корсунь-Шевченківському котлі.
Батьківщину захищали 420 березян, з яких 118 за хоробрість і мужність у боротьбі з ворогом нагороджені бойовими орденами та медалями. На війні загинули близько 200 березян, останки яких упокоїлися в рідній землі та землях Росії, Білорусі, Молдови, Прибалтики, Польщі, Чехії, Словаччини, Угорщини, Болгарії, Румунії, Австрії, Німеччини.

## Населення
Згідно з переписом УРСР 1989 року чисельність наявного населення села становила 1648 осіб, з яких 735 чоловіків та 913 жінок.
За переписом населення України 2001 року в селі мешкало 1466 осіб.

### Мова
Розподіл населення за рідною мовою за даними перепису 2001 року:
| Мова       | Відсоток |
| ---------- | -------- |
| українська | 98,18 %  |
| вірменська | 1,01 %   |
| російська  | 0,67 %   |
| білоруська | 0,13 %   |

## Соціально-економічний розвиток
Після визволення села розпочалася відбудова його осель і господарства.
Але березян, як інших селян України, спіткало лихо голоду, який припинив урожай 1947 року. Про ті події розповів у своїх спогадах очевидець Кулик Павло Якович: «Восени 1946 року заявили, що рік неурожайний, посуха. Хліб, зароблений у громадському господарстві за німців, у селян скінчився. Картопля не вродила. На зиму ми залишилися без засобів існування. Літо справді було посушливе, але якби держава не забирала, то нам вистачило б і на їжу, і на насіння. Та не так вирішило сталінське керівництво. Хліб забрали вщент.
У селі почали пухнути від голоду, декілька людей померли, але масового голоду, як у 1932—1933 роках, не сталося. Рятуючись від голоду, люди кинулися шукати хліб на Західній Україні. Там колгоспів ще не було, хлібозаготівлю зірвали вояки Організації українських націоналістів, які діяли у підпіллі. Але дозволу на виїзд із села не давали, люди їхали самовільно, сподіваючись щось дістати для своїх голодних сімей. Везли з собою останнє, щоб обміняти на якийсь кілограм зерна чи шматок хліба.
На потяги квитків не давали, люди чіплялися та їхали на дахах вагонів, на східцях, на зчепленні. А найбільше людей їхало вантажними вагонами, часто на відкритих майданчиках. Була морозна зима. Декілька разів на станції Біла Церква, Миронівка прибували вантажні вагони з десятками замерзлих людей, які поверталися із Західної України. Вагони відчіплювали, а населенню повідомляли, щоб приходили на упізнання трупів. Потім ці вагони переганяли далі на інші станції, де повторювалося те саме. Деякі з тих, хто зимою 1947 року поїхали за хлібом у Західну Україну, додому не повернулися, невідомо, де вони поділися.
У 1948 році оголосили закон, за яким усі, хто у минулому році їздили за хлібом та не виробили „без поважних причин“ мінімуму трудоднів, будуть вислані з сім'ями до Сибіру. У селі почалася паніка, бо таких виявилося багато. Усі кинулися до лікарень, щоб узяти якусь довідку та оправдатися перед владою. Лікарі мали добрий заробіток, бо ніхто не мав бажання бути висланим та ще й з сім'єю. Люди продавали останнє та несли лікарям. Але усе обійшлося благополучно. З нашого села не вивезли тоді ні однієї сім'ї. Відбулися страхом».
У 1950 році три відроджені сільські артілі: імені Будьонного, імені Ворошилова та імені Кірова об'єдналися в один колгосп «Прогрес» на чолі з головою правління Онопрієнком Сергієм Івановичем, якого у 1958 році змінив Трохименко Григорій Андрійович. Потім головували Бігуненко Андрій Петрович, Івашина Володимир Іванович і знову Бігуненко А. П. до ліквідації колективного сільськогосподарського підприємства «Прогрес».
1968 року в колгоспі «Прогрес» налічувалось 30 тракторів, 23 вантажівки, 14 зернових комбайнів, 9 бурякозбиральних комбайнів, 28 сівалок, 31 культиватор, 26 плугів широкозахватних, 4 жатки, 379 борін, 16 тракторних причепів, 2 млини, 5 майстерень.
За кошти господарства були побудовані: двоповерхова середня школа, медична амбулаторія, сільський Будинок культури, магазини, житловий будинок для спеціалістів.
Наприкінці 1980-х за рахунок коштів колгоспу у Великій Березянці розвинулася виробнича і соціальна інфраструктура. Село повністю газифіковане, заасфальтовані дороги, побудовані нові приміщення сільради, контори, пошти, дитячого садка, двоповерховий жилий будинок і садиби для спеціалістів, централізовану газову котельню. Налагоджено виготовлення мінеральної води «Великоберезянська» та 4-х найменувань безалкогольних напоїв.
Сьогодні соціально-економічну базу села утворюють колективне та приватні сільськогосподарські підприємства, а також присадибні господарства.

## Релігія
У 1765 році, у селі із 49 дворами та 300 мешканцями, під орудою священика Михайла Крижанівського розпочато будівництво, а в 1766 році зведено дерев'яну п'ятибанну церкву на честь Святого Архангела Михаїла 4-го класу. 1873 року її ремонтували, дах і бані оновили листовим залізом. 1881 року біля церкви побудували вищу за неї дерев'яну дзвіницю, яку розвалили у 1940 році.

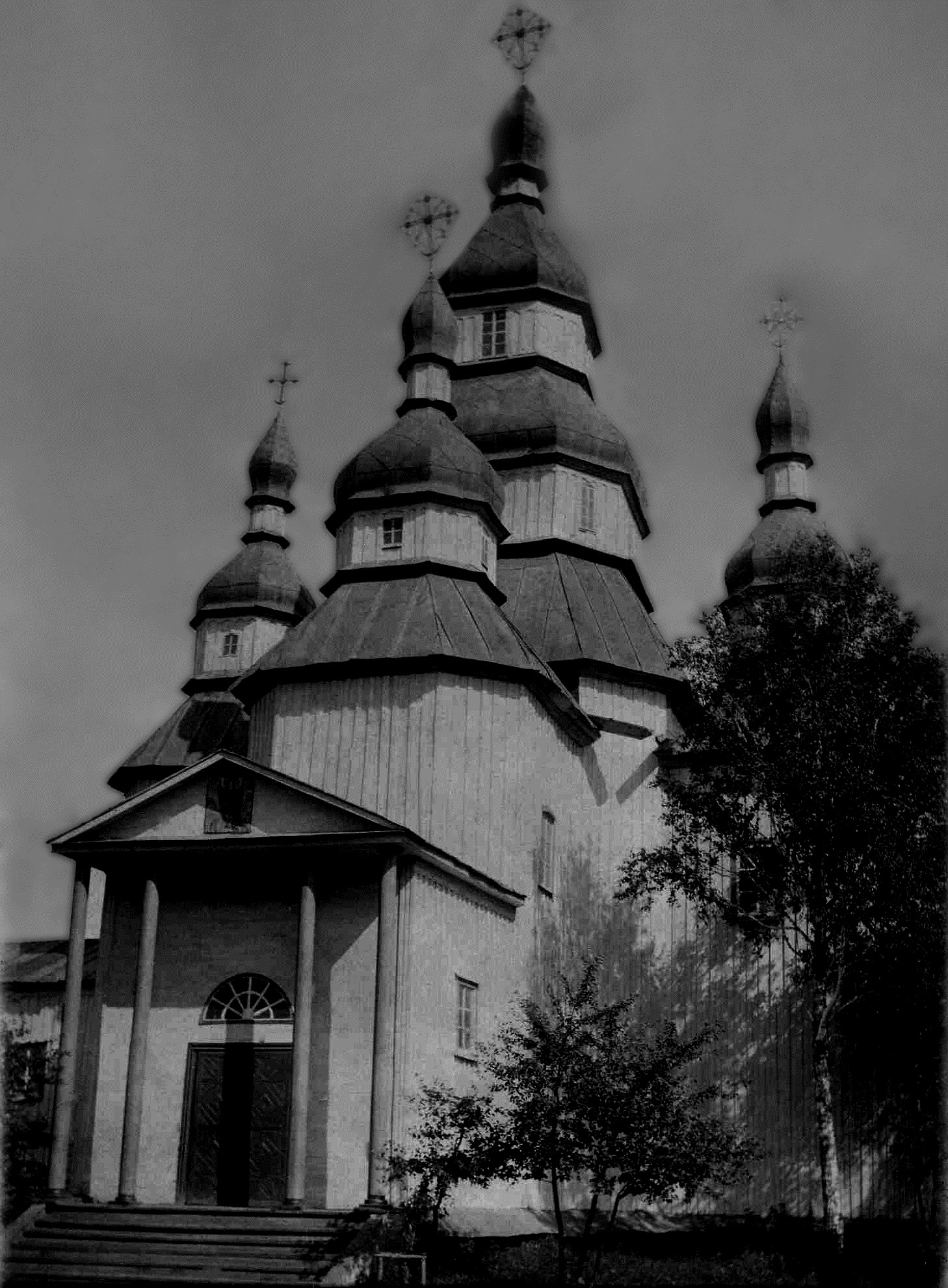
Храм с. Велика Березянка (1766—1952)

У наукових дослідженнях початку XX століття дерев'яної церковної архітектури в Україні зазначено, що в почутті пропорції та гармонії форм ці будови можуть служити зразком архітектурного компонування, як, наприклад, … дві найкращі дерев'яні будови Придніпров'я — церкви Медведівського монастиря та в селі Велика Березянка на Київщині 1766 року.
Першого священика нової сільської церкви Михайла Крижанівського змінив на цій посаді його син Крижанівський Петро Михайлович. З 1857 року сільським священиком був Білявський Гаврило Андрійович, з 1875 року — Рубановський Павло Іванович, з 1884 року — Завадський Ілля Григорович, а з 1901 року — його син Завадський Петро Ілліч, церковним старостою був Вірко Михайло. Оклад священика становив 300 крб., псаломщика 100 крб., просфорна отримувала 16 крб. Дохід від церковних земель становив 580 крб. Останнім великоберезянським священиком при вказаній церкві був Пінчук Арсеній Андрійович 1901 р.н., призначений у 1941 році.
Простоявши протягом 185 років, уцілівши під час бойових дій та інтервенцій, будівля сільського храму прийшла в занепад. Останній обряд у храмі відбувся на свято Михайла у 1950 році. Рішенням виконкому Київської обласної ради депутатів трудящих від 15.01.1952 № 48 затверджено рішення Таращанського райвиконкому від 19.12.1951 № 611, яким визнано за доцільне розібрати стару будівлю церкви. Потім унікальну будівлю дерев'яної церкви розібрали на господарські потреби. На її місці шанобливі до історії села березяни встановили пам'ятний хрест.
У 1989 році, при підтримці колективного господарства «Прогрес», православні березяни побудували новий храм на честь Архистратига Михаїла, який належить до Таращанського благочиння Білоцерківської єпархії УПЦ КП.

## Освіта, культура і спорт
У 1860 році сільський священик Білявський Гаврило Андрійович заснував однокласну церковнопарафіяльну школу при сільському храмі на честь Архангела Миїла, яка функціонувала до 1917 року. В ній діти заможних селян могли за плату навчатися російській граматиці, арифметиці та катехізису (офіційне віросповідання про основні положення православного віровчення).
Своє приміщення церковнопарафіяльна школа отримала наприкінці 70-х на початку 80-х років XIX століття, а до цього навчання проходили в громадській споруді. Кількість учнів за малим перевищувала півсотні, переважно хлопці, дівчат було до десяти. 1917 року кількість учнів-хлопців у школі досягла 70, а учениць — 55. Утримання школи здійснювалося за рахунок плати батьків за навчання їх дітей (по 20 коп. з сім'ї), решта — асигнування земського бюджету, що загалом становило близько 200 крб. на рік.
В 1912 році збудовано приміщення школи на 4 класні кімнати та будинок для вчителів. Протягом 1914—1917 років в селі функціонувала земська школа (народне училище), у якій навчалося до 140 дітей села та навколишніх сіл.
Після 1917 року новою владою в селі організовано початкову школу. 1927 року в ній викладали 6 учителів, які навчали 240 дітей та неграмотне доросле населення села.
1928-29 навчального року початкова школа стала семирічкою, де також навчалися діти із навколишніх сіл. Наступного навчального року, за ініціативою шкільної ради, зокрема: Березовського Янка, Волошина Мини, Шкарівського Трохима, збудовано ще одне приміщення школи на 6 класних кімнат.
У 1939-40 навчальному році семикласників минулого навчального року перевели до восьмого класу і школа стала середньою але її перший випуск не відбувся внаслідок війни та окупації села з липня 1941 року. Після визволення села навчання в школі відновилося з лютого 1944 року, як в семирічці.
1953-54 навчального року школа знову стала середньою. Перший випуск 58 учнів 1937—1939 років народження з Великої Березянки та сусідніх сіл: Станишівка, Круті Горби, Антонівка, Косяківка, Веселий Кут, відбувся у 1956 році. Директор школи Литовченко Охрім Овсійович очолював колектив вчителів, у якому працювали: Гнотівський М. І., Люпатнюк В. В., Панасюк О. Г., Адаменко Ф. Ю., Коломієць В. К., Коломієць М. М.
Коштом місцевого колгоспу у 1956 році розпочато, а в 1958 році збудовано нове приміщення школи на 4 класні кімнати на місці зруйнованого в роки війни.
1956-57 навчального року зведено приміщення шкільних майстерень: столярня, слюсарня, кабінет машинознавства.
У 1959 році вчителями та учнями школи, при підтримці місцевого колгоспу побудовано телицю, стрілецький тир, їдальню для групи продовженого дня, географічний майданчик.
У 1960 році для молодших учнів віддаленого від центру села кутка Дубина побудовано приміщення на 2 класні кімнати.
Сучасну будівлю двоповерхової школи почали зводити у листопаді 1963 року. Навчання в ній розпочали з 2 грудня 1965 року 504 учні в 17 класах, які переходили на кабінетну форму навчання. Учні надавали посильну допомогу будівництву нового приміщення школи та місцевому колгоспу. На зароблені ними кошти, зокрема, придбано шкільні струнні інструменти.
У 1968-69 навчальному році на посту директора школи Литовченка О. О. змінив Ткаченко Сергій Парфенович.
З 1973 року по 1987 рік посаду директора школи обіймав Бойко Петро Гаврилович, який разом з вчителями доклав значних зусиль для суттєвого вдосконалення матеріально-технічної бази освітнього процесу, оснащення кабінетів новим обладнанням та навчальними засобами.
Попри труднощі, які переживає школа разом з усією галуззю освіти, її самовідданий педагогічний колектив, під керівництвом досвідченого та авторитетного директора школи Бернацького Віктора Миколайовича сумлінно здійснює навчально-виховний процес. Їх стараннями школа дає учням високий рівень загальної освіти, що заслуговує великої шани вдячних випускників.
Пишаються березяни сільським духовим оркестром, створеним у 1970-х роках керівником художньої самодіяльності Вірком Дмитром Івановичем, відродженим у 2004 році Поштаренком Сергієм Володимировичем. 2007 року за вагомий внесок у розвиток культури українського народу, високий художній рівень та виконавську майстерність дитячому духовому оркестру Великоберезянського сільського клубу присвоєно звання «зразковий» аматорський колектив.
При матеріальній підтримці фермера Тимошенка Сергія Григоровича успішно грає сільська футбольна команда «Велика Березянка», яка є багаторазовим чемпіоном та незмінним призером розіграшів кубків та чемпіонатів Таращанського, Богуславського районів і Київської області з футболу.

## Люди
Гордістю села є люди, які досягли значних успіхів у суспільно-корисній діяльності та заслуговують всенародної пам'яті. Серед них, зокрема:
- Загородній Василь Іванович (1921—2002) — український радянський діяч, економіст, науковець.
- Крижанівський Олександр Петрович (1796—1863), архієпископ Ревельський, потім Полоцький, Могилівський, Харківський, Астраханський, Орловський і на схилі літ — архієпископ Рязанський Смарагд, ректор Київської, потім Санкт-Петербурзької духовних академій, професор богословських наук, народився і зростав у Великій Березянці, внук священика Михайла Крижанівського під орудою якого в селі було зведено дерев'яний храм унікальної архітектури;
- Онопрієнко Сергій Іванович (1913—1993), орденоносець, Герой Праці, удостоєний високих державних нагород за вагомі досягнення в сільськогосподарському виробництві та в значному зростанні добробуту хліборобів, його зусиллями розпочалася газифікація сіл району;
- Трохименко Григорій Андрійович (1927—1985), орденоносець, 27 років незмінно очолював Великоберезянське колективне господарство «Прогрес», під його керівництвом здобуто значного соціально-економічного зростання господарства і села;
- Неділько Петро Антонович (1942—2006), орденоносець, все своє життя присвятив самовідданій хліборобській праці механізатора-комбайнера, мав рекордні досягнення у збиранні врожаю зернових культур та цукрових буряків.
- Цимбал Віктор Миколайович (1991—2014) — рядовий міліції, учасник російсько-української війни[4].
- Бігуненко Андрій Андрійович (1984 – 2022) – захисник України, рядовий, водій самохідного артилерійського дивізіону бригадної артилерійської групи військової частини А0409. На початку російської агресії, з власної ініціативи влився в лави захисників України та був призваний на військову службу по мобілізації до Збройних сил України. У боях боронив Батьківщину біля Краматорська, потім стояв на захисті північних регіонів та столиці України від повторного вторгнення агресора, після цього брав участь у контрнаступі та визволенні населених пунктів Слобожанщини, де під час Другої світової війни героїчно загинув його дідусь Онопрієнко Антон Іванович. 13.09.2022 Бігуненко А.А. загинув біля села Барабашівка Ізюмського району Харківської області. Указом Президента України від 07.04.2023 №200/23 за особисту мужність, виявлену у захисті державного суверенітету та територіальної цілісності України, самовіддане виконання військового обов’язку нагороджений орденом "За мужність" ІІІ ступеня (посмертно).